# Paddy Naismith
Paddy Naismith o Eirane Redmond Naismith (16 de maig de 1903 – 28 de novembre de 1963) va ser una actriu, pilot d'automobilisme britànica.
Va néixer el 1908 i el seu pare era John Naismith. És conseguda per una imatge seva, que es va fer servir el 3 de juliol de 1928 per demostrar el primer sistema de televisió a color del món, un projecte de John Logie Baird. El 1934 va ser fotografiada per l'empresa Bassano, i una foto seva es conserva a la National Portrait Gallery de Londres. Es va casar John Towers Mynors.